# Fondamenti di chimica
Fondamenti di chimica è un trattato di chimica generale di Paolo Silvestroni (1917 - 2003) indirizzato agli studenti dei corsi di laurea in discipline scientifiche (ingegneria, chimica, biologia, medicina e chirurgia, ecc.).

## Storia
La prima edizione del trattato è del 1964, a cura della Libreria Eredi Virgilio Veschi, editore di Roma specializzato in testi e dispense universitari, che lo editò col titolo Fondamenti di chimica: generale, inorganica, cenni d'organica.
La diffusione del trattato anche al di fuori dell'ateneo romano, permise continue revisioni e la pubblicazione di nuove edizioni e ristampe. Con la quarta edizione (1968) il trattato assunse il titolo definitivo (Fondamenti di chimica).
La X edizione, edita a Milano dalla Masson Editoriale Veschi nel 1995 e da Masson nel 1996, è apparsa nel 1999 anche a Bologna per Zanichelli e a Milano per la Casa Editrice Ambrosiana.
L'undicesima edizione, rivista ed aggiornata, è stata pubblicata nel mese di gennaio 2020 per la Casa Editrice Ambrosiana - Zanichelli

## Contenuti
Il libro è in lingua italiana e contiene le sezioni:
1. L'atomo e il sistema periodico degli elementi
2. Il legame chimico
3. Numero di ossidazione, ossidoriduzione, carica formale
4. Lo stato gassoso
5. Termodinamica chimica
6. Cinetica chimica
7. Gli stati condensati
8. Passaggi di stato e diagrammi di stato
9. Soluzioni di non elettroliti
10. Dissociazione gassosa
11. Equilibri chimici omogenei
12. Equilibri eterogenei
13. Soluzioni di elettroliti
14. Equilibri ionici in soluzione: acidi e basi
15. Equilibri ionici in soluzione: idrolisi salina, sistemi tampone, prodotto di solubilità
16. Potenziali elettrodici - Pile
17. Elettrolisi e accumulatori
18. Sistemi colloidali
19. Chimica nucleare e radiochimica
20. Le reazioni chimiche
21. Idrogeno
22. Gruppo zero
23. Primo gruppo
24. Secondo gruppo
25. Tredicesimo gruppo
26. Quattordicesimo gruppo
27. Quindicesimo gruppo
28. Sedicesimo gruppo
29. Diciassettesimo gruppo
30. Gli elementi di transizione
31. Cenni di chimica organica

## Edizioni
1. 1964, Roma : Libreria Eredi Virgilio Veschi
2. 1966, Roma : Eredi Virgilio Veschi
3. 1967, Roma : Libreria Eredi Virgilio Veschi
4. 1968, Roma : Libreria Eredi Virgilio Veschi
5. 1976, Roma : Libreria Eredi Virgilio Veschi
6. 1980, Roma : Libreria Eredi Virgilio Veschi
7. 1984, Roma : Libreria Eredi Virgilio Veschi
8. 1988, Roma: Veschi[3]
9. 1992, Milano, Roma: Masson, Veschi[4]
10. 1995, Milano, Bologna: Masson Editoriale Veschi[1][5]; 1996 Masson[2]; 1999 Casa Editrice Ambrosiana[6], Zanichelli
11. 2020, Casa Editrice Ambrosiana, Zanichelli